# Perrache (stacja metra)
Perrache – stacja metra w Lyonie, na linii A. Stacja znajduje się pod dworcem kolejowym Gare de Lyon-Perrache.
Stacja została otwarta 2 maja 1978.